# Classe Faial
A classe Faial foi um grupo de navios semelhantes, ao serviço da Marinha Portuguesa, entre 1943 e 1971, cujas unidades foram empregues como navios patrulhas, navios de guerra de minas e navios hidrográficos.

## Os arrastões armados durante a Segunda Guerra Mundial
Os navios, que viriam a constituir a classe Faial, eram anteriores arrastões armados da Royal Navy britânica, colocados ao serviço por ocasião da Segunda Guerra Mundial. A Royal Navy empregou dois tipos de arrastões armados, os requisitioned trawlers (arrastões requisitados) e os naval trawlers (arrastões navais). Os requisitioned trawlers eram anteriores arrastões de pesca requisitados aos proprietários, armados e colocados no serviço naval. Os naval trawlers eram navios construídos especificamente para o serviço naval, mas baseados em projetos de arrastões de pesca.
Foram construídos centenas naval trawlers de várias classes, que diferiam umas das outras apenas em pequenos pormenores. Por curiosidade, uma delas era a classe Portuguese, constituída por 12 arrastões construídos em Portugal. Além disso, foram mobilizados, também, centenas de requisitioned trawlers. Durante a Segunda Guerra Mundial, estes arrastões serviram nas marinhas do Reino Unido, Canadá, Nova Zelândia e Portugal. A seguir à guerra, também serviram nas marinhas de Itália e da Alemanha.

## Os arrastões armados em Portugal
No âmbito da cedência de facilidades nos Açores aos Aliados, durante a Segunda Guerra Mundial, o Reino Unido emprestou oito arrastões armados a Portugal, entregues em 1943. Os arrastões destinavam-se a reforçar a capacidade portuguesa de luta anti-submarina e de dragagem de minas nas águas dos Açores e de Portugal Continental. Essa capacidade era necessária para fazer face às agressões que poderiam ocorrer, da parte de países do Eixo, em retaliação pelo apoio de Portugal aos Aliados.
Na Marinha Portuguesa, os arrastões receberam os números de amura P1 a P8, sendo designados pelos mesmos, já que não foram baptizados com nomes próprios. Os navios mantinham-se propriedade do Reino Unido, mas eram operados sob bandeira e tripulações portuguesas.
Dos arrastões emprestados a Portugal, cinco eram naval trawlers da classe Isles (os P1, P3, P4, P7 e P8) e um era um naval trawler da classe Tree (o P2). Os restantes dois (os P5 e P6) eram requisitioned trawlers.
Finda a Segunda Guerra Mundial, até junho de 1946, quatro dos oito arrastões emprestados foram devolvidos ao Reino Unido (os P5, P6, P7 e P8). Os arrastões P1, P2, P3 e P4 foram adquiridos por Portugal, sendo integrados como vapores da Marinha Portuguesa. Os navios integrados foram baptizados com nomes de ilhas dos Açores: NRP São Miguel (P1), NRP Faial (P2), NRP Terceira (P3) e NRP Santa Maria (P4). Em outubro do mesmo ano, os navios passaram a ser classificados como patrulhas, mantendo-se o seu nome, mas mudando o seu número de amura.
Em 1951, os navios foram reclassificados como draga-minas. Em 1956, a Marinha Portuguesa, ao receber novos draga-minas com cascos em madeira, reclassificou os navios da classe Faial como caça-minas, em virtude dos seus cascos metálicos só lhes permitirem a dragagem de minas fundeadas. Os caça-minas da classe Faial foram, sucessivamente, abatidos ao serviço, até 1971.

## Os navios hidrográficosSalvador CorreiaeBaldaque da Silva
Em 1948, Portugal adquiriu mais dois naval trawlers, o NRP Salvador Correia da classe Dance e o NRP Baldaque da Silva da classe Isles. Estes dois últimos navios serviram, durante a maioria da sua carreira como navios hidrográficos, com excepção de breves períodos em que foram usados como navios de patrulha e de guerra de minas. Participaram em missões hidrográficas nas águas de Portugal Continental, Cabo Verde, São Tomé e Príncipe e Angola. Um aspeto muito curioso nestes dois navios é o fato de, em 1961, eles terem trocado de nome, passando o Baldaque da Silva a designar-se Salvador Correia e vice-versa. O Baldaque da Silva (2º) - anterior Salvador Correia (1º) - foi abatido ao serviço, logo em 1961, mas o outro navio manteve-se em operação até 1967.

## Navios da classe
| Indicativos visuais                                      | Nomes                                                              | Serviço     | Observações                                                                         |
| -------------------------------------------------------- | ------------------------------------------------------------------ | ----------- | ----------------------------------------------------------------------------------- |
| P1 (1943) M (outubro de 1946) M 403 (1951)               | P1 (1943) NRP São Miguel (junho de 1946)                           | 1942 - 1956 | Ex-HMS Bruray (T 236)                                                               |
| P2 (1943) F (outubro de 1946) M 410 (1951) M 351 (1956)  | P2 (1943) NRP Faial (junho de 1946)                                | 1940- 1967  | Ex-HMS Mangrove (T 112)                                                             |
| P3 (1943) T (outubro de 1946) M 402 (1951) M 393 (1956)  | P3 (1943) NRP Terceira (junho de 1946)                             | 1942 - 1957 | Ex-HMS Hayling (T 271)                                                              |
| P4 (1943) MR (outubro de 1946) M 404 (1951) M 392 (1956) | P4 (1943) NRP Santa Maria (junho de 1946)                          | 1940 - 1971 | Ex-HMS Whalsay (T 293)                                                              |
| P5                                                       | P5                                                                 | 1939 - 1946 | Ex-HMS Cape Portland                                                                |
| P6                                                       | P6                                                                 | 1939 - 1946 | Ex-HMS Phyllisia                                                                    |
| P7                                                       | P7                                                                 | 1943 -      | Ex-HMS Gruinard (T 230). Depois SS President F D Roosevelt (1949) e SS Odin (1950). |
| P8                                                       | P8                                                                 | 1942 - 1946 | Ex-HMS Eriskay (T 217)                                                              |
| A 522 (1953) A 523 (1961)                                | NRP Salvador Correia (1º) (1948) NRP Baldaque da Silva (2º) (1961) | 1940-1961   | Ex-HMS Saltarelo (T 218)                                                            |
| A 523 (1953) A 522 (1961)                                | NRP Baldaque da Silva (1º) (1949) NRP Salvador Correia (2º) (1961) | 1942-1967   | Ex-HMS Ruskholm (T 211)                                                             |